# توني كين
توني كين (بالإنجليزية: Tony Caine)‏ هو لاعب دوري الرغبي أسترالي، ولد في 15 أكتوبر 1986 في Westmead, New South Wales ‏ في أستراليا.